# Stigfossen
Stigfossen (aussi appelé Isterfossen,) est une chute d'eau de la rivière Istra situé à Rauma (comté de Møre og Romsdal) et à proximité du Trollstigen. La route nationale 63 passe sur un pont situé sur la chute.